# IC 4746
IC 4746 ist eine Galaxie vom Hubble-Typ P im Sternbild Pfau am Südsternhimmel.
Das Objekt wurde am 25. August 1900 von DeLisle Stewart entdeckt.